# 西比·乔治
西比·乔治（英語：Sibi George，1967年5月20日—），印度外交官，现任印度驻日本大使。

## 经历
西比·乔治出身印度南方喀拉拉邦果塔延縣。除了母语马拉雅拉姆语，乔治还精通阿拉伯语、印地语、英语和泰米尔语。
就讀於开罗美国大学，喬治在本科和研究生阶段都获得了金牌獎章。他还在穆索里的拉尔·巴哈杜尔·夏斯特里国家行政学院、新德里的蘇什瑪·斯瓦拉傑外交學院、艾哈迈达巴德的印度管理学院、班加罗尔的印度管理学院、新德里的印度外贸学院和海得拉巴的印度商学院接受过培训。
1993年，乔治进入印度外交部门。他的外交生涯始于开罗，在印度駐開羅使團担任政治官员。随后，他转到印度驻多哈大使馆，作为一等祕書负责领事、社区、信息和媒体事务。此後，他在印度驻伊斯兰堡高级专员公署担任政治参赞，在印度驻华盛顿大使馆担任政治参赞和商务参赞。他还在印度驻德黑兰和利雅得使团担任副团长。
在新德里的外交部总部，他任職於东亚司，还担任印度－非洲论坛峰会的协调员。之后，他领导了外交部的行政、編制和福利部门。2014年，外交部授予他S·K·辛格印度外事服务优秀奖。2017年11月12日至2020年8月3日，任印度驻瑞士大使，兼任印度驻圣座大使和印度驻列支敦士登大使。2020年8月至2022年10月，任印度驻科威特大使。
2022年9月12日，乔治被任命为下一任印度驻日本大使。兼任駐馬紹爾羣島大使。喬治於2022年底就任，並於次年1月19日遞交國書。

## 个人生活
西比·乔治已婚，与妻子育有两女一子。